# Бар (крепост)
Крепостта Бар (на италиански: Forte di Bard) е укрепен комплекс (форт) на Савойската династия, преустроен през XIX век, намиращ се на скалата с изглед към село Бар, регион Вале д'Аоста, Северна Италия. Неин строител е Франческо Антонио Оливеро. Проектът продължава от 1830 до 1838 г.
След дълъг период на изоставяне крепостта е напълно реставрирана с интервенции, вдъхновени от консервативното възстановяване. Тя е отворена за посетители през януари 2006 г.

## Територия
От орографска гледна точка крепостта е разположена вляво от река Дора Балтеа, на върха на скалист нос, на 384 м надморска височина. Позицията ѝ е стратегическа, защото в тази точка долината на Дора Балтеа се стеснява, за да образува пролом, който през вековете е маркирал културната, политическата и религиозната граница на Вале д'Аоста.
В подножието на носа, в дефилето по протежение на междуградски път SS 26 в посока Донас, се намира неолитният геосайт на Бар.

## История

### Произход
Особеното положение на крепостта, където се намира крепостта, по течението на река Дора Балтеа, в миналото е позволявало лесен контрол на прохода в двете посоки, между Паданската низина и Савоя.
Исторически документи свидетелстват за присъствието на остготски гарнизон (Clausuræ augustanæ) от 60 души в района още през VI век по времето на Теодорих Велики.

### Средновековие
Крепостта често се споменава в ранните средновековни хроники на известни пътешественици, които пътуват през Вале д'Аоста и които са изумени от нейното стратегическо съвършенство: през 1034 г. крепостта е определена като непревземаем опидум. По това време е под владението на Бозон, виконт на Аоста, и неговите наследници владеят форта до средата на XIII век.
Впоследствие фортът е окупиран от мощното феодално господство на Бар – местни графове, вероятно зависими от Епископство Аоста. Хюг е последният потомък на семейство Бар, който управлява замъка: около средата на XIII век савойският граф Амадей IV иска да има личен контрол над крепостта, да я завладее и да постави там внушителен гарнизон. По-късно замъкът е под властта на Савойците за дълго време.

### XVII – XVIII век
През 1661 г. савойският херцог Карл Емануил II разполага гарнизона на херцогството в долината, съсредоточавайки артилерията тук след разрушаването на близките крепости на Верес - в замъка на Верес, и на Монжове - в замъка Сен Жермен. Освен това през XVII и XVIII век са завършени по-нататъшни дейности по укрепване и укрепване на отбранителните структури.

Крепостта придобива известност, когато през 1704 г., по време на войната за испанското наследство, Виктор Амадей II Савойски успява да попречи на идването в Италия на французите.
В ранната зора на 14 май 1800 г. армия от 40 хил. души – резервната армия на Наполеон Бонапарт, прекосява прохода Голям Сан Бернар с намерението да изненада австро-пиемонтската армия в Паданската низина. Маршът обаче е блокиран при Бар от аванпоста, кацнал на хълма с изглед към тясното дефиле по протежение на Дора Балтеа, охраняван от четиристотин австро-пиемонтски войници, командвани от капитан Щокард фон Бернкопф.
Обсадата продължава две седмици, докато по-голямата част от френската армия не е принудена да заобиколи района през близкия хълм Албар, след което капитулира, с честта на оръжието.

### XIX век
Тя се увеличава отново през 1800 г., когато не друг, а Наполеон Бонапарт е спрян от отбранителния пост на австро-пиемонтската армия по време на Италианската кампания (вж. карето). Стендал, който тогава е само на 17 години, също следва Наполеон в Резервната армия. В автобиографичния си роман „Животът на Анри Брюлар“ той си припомня за изпълнените с приключения дни и описва битката, състояла се в подножието на форта – истинско бойно кръщение за писателя. Парадоксално обаче, спирайки французите, фортът причинява и собствената си  разруха: той е изравнен със земята по заповед на Наполеон, раздразнен от упоритата съпротива на италианските и австрийски войници, които са го довели такъв позор, и за да елиминира окончателно антифренската крепост.
Трябва да минат 30 години, за да може Карл Феликс Савойски, страхувайки се от нови агресии от френска страна, да повери задачата да изготви проект за реконструкция на военния инженер Франческо Антонио Оливеро: работите по възстановяването продължават осем години, от 1830 г. до 1838 г. което позволява изграждането на различни сгради, разположени на различни етажи: разположени по-надолу, на две отделни нива и проектирани във формата на клещи Сграда „Фердинанд“ (Opera Ferdinando) и Сграда „Минохвъргачи“ (Opera Mortai), в централната част – Сграда „Виктор“ (Opera Vittorio), по-нагоре – Сграда „Гола“ (Opera Gola) и Сграда „Карл Алберт“ (Opera Carlo Alberto).
Войниците, които могат да бъдат настанени в 283-те стаи на крепостта, са 416 (двойно при използване на палети на земята). Всичко това също така предвижда изграждането на 176 сервизни помещения с изглед към обширен вътрешен двор, който трябва да функционира като плац. Системата от автономни структури, оборудвани със защитни каземати, гарантира взаимна защита в случай на нападение. Боеприпасите и хранителните запаси за три месеца се съхраняват в големи складове, разположени в Сграда „Минохвъргачи“, също охранявани като останалата част от крепостта от около петдесет оръдия. През 1831 г. за няколко месеца там е командирован младият военен инженер лейтенант Камило Бенсо ди Кавур.

### XX – XXI век
Изпаднал от употреба в края на XIX век, крепостта след това е използвана като военен затвор и впоследствие до 1975 г. като склад за барут за италианската армия, след което имотът преминава към автономния регион Вале д' Аоста.
След частично повторно отваряне в началото на 1980-те г. започват реставрационни работи, които продължават повече от десет години и през 2006 г. е открит Музеят на Алпите.
Към 2023 г. освен това там се провеждат изложби на антично, модерно, съвременно изкуство и фотография. Крепостта също е дом на четири постоянни маршрута: „Музеят на Алпите“, „Детските Алпи“, „Затворите на Форта“ и „Музеят на форта“.
В главния вътрешен двор през лятото се провеждат музикални и театрални представления. В допълнение към образователните дейности крепостта е домакин на оригинални програми като „Разговорите на крепост „Бар“ (I colloqui del Forte di Bard), „Наполеоника“ (Napoleonica) и Meteolab, както и спортни събития като MonterosaWalserUltraTrail и Forteight. Тя има кафене, ресторант, зали за събития, мултимедийни конферентни зали, книжарница, информационен салон, wifi в много зони; в нея се помещава и хотел.

## Галерия с изображения
- Главният корпус на крепостта – Сграда „Карл Алберт“
- Вход към Сграда „Карл Алберт“
- Сграда „Виктор“
- Вход към вътрешния двор
- Вътрешен двор
- Вътрешни пътеки
- Покрита пътека
- Стар вход
- Стар път за достъп от южната страна
- Изглед към релсовата линия на Бар
- Релсова линия
- Пътят за достъп до крепостта

## Музейна структура
Музейната част е разделена на различните сгради, които съставляват крепостта и обикновено Музеят на Алпите се използва като общ термин, под който се включват всички музейни секции:
- Музей на Алпите: намира се в Сграда „Карл Алберт“ (приземен и първи етаж)
- Музей на крепостта: в Сграда „Висш Фердинанд“ (приземен етаж): новият музей е отворен от 2017 г. и е посветен на историята на крепостите, отбранителните техники и еволюцията на концепцията за граница по време на мир
- Алпите на младежите и Стълба на времето: в Сграда „Виктор“ (приземен етаж): открито през 2007 г., пътека от образи и звуци, насочена към припомняне на основните исторически събития в Западните Алпи
- Изложбени пространства за временни изложби, Vallée Culture, център за информация и популяризиране на културното и художествено наследство на Вале д'Аоста: в Дело „Карл Алберт“ (приземен етаж)
- Затвори: в Сграда „Карл Алберт“ (сутерен). Затворите са домакини на историческо архитектурно пътешествие, фокусирано върху реконструкцията на различните фази на архитектурното развитие на форта Бар от средновековния замък до крепостта от XIX век. Освен това, затворите празнуват някои от великите герои, които са характеризирали форта, като Наполеон Бонапарт, Камило Бенсо, граф на Кавур, Анри Мари Бел (Стендал) и архитекта Оливеро
- Пространства за музика и театър на открито: дворове в Сграда „Карл Алберт“ и в Сграда „Гола“
- Конферентни зали: в Сграда „Карл Алберт“, Зала на белите арки, Зала „Оливеро“
- Зона за училищата с класна стая за уроци, срещи и прожекции: в Сграда „Минохвъргачи и барутен склад“

## Крепостта в киното
Крепостта заема централно място в началната сцена на филма Отмъстителите: Ерата на Ултрон, режисиран от Джос Уедън. Във филма крепостта е представена като тайна база на измислената организация, известна като HYDRA, и се намира в измислената европейска нация Соковия.

През 2018 г. във форта са заснети някои сцени от филма „Никога не мина“ (Non è mai passato) от Кристиан Орланди.

## Крепостта в изкуството
През 1801 г. художникът Никола-Антоан Тоне рисува момент от първия етап от втората италианска кампания срещу австро-руснаците, завършена с победата на 14 юни при Маренго. След като пресича Голям Сан Бернар при снежна буря, френската армия завладява Форт Бар на 1 юни 1800 г.
На картината се вижда Първият консул (Наполеон Бонапарт) легнал, в момент на почивка от усилията в начинанието, а на заден план може да се види формата на крепостта, между скали и умело описани мрачни пътеки.